# Apisit Butsri
Apisit Butsri (thailändisch อภิสิทธิ์ บุตรศรี; * 25. April 2005) ist ein thailändischer Fußballspieler.

## Karriere
Apisit Butsri erlernte das Fußballspielen in der Jugendmannschaft der PTT Academy in Rayong. Seinen ersten Vertrag unterschrieb er im Juli 2023 beim Samut Prakan City FC. Der Verein aus Samut Prakan spielt in der zweiten Liga, der Thai League 2. Sein Zweitligadebüt gab Apisit Butsri am 2. September 2023 (4. Spieltag) im Heimspiel gegen den Chiangmai United FC. Bei dem 2:1-Heimsieg wurde er in der 90.+2 Minute für den Japaner Shō Shimoji eingewechselt. Nach insgesamt zwölf Ligaspielen wurde sein Vertrag im Januar 2025 nicht verlängert. Nach kurzer Vertragslosigkeit unterschrieb er im August 2025 einen Vertrag beim Zweitligisten Pattaya United FC.